# Robert Schätke
Robert Schätke, Robert Schatke (ur. 1851 w Łodzi, zm. 4 listopada 1920 w Łodzi) – polski księgarz, działający w Łodzi, miłośnik szachów.
Po ukończeniu studiów wyższych Schätke rozpoczął działalność księgarską. W połowie 1881 został wspólnikiem Stefana Zienkowskiego, który uruchomił w Łodzi przy ulicy Piotrkowskiej księgarnię "St. Zienkowski i Sp." Od września 1884, po rezygnacji Zienkowskiego z udziałów, Schätke był jej jedynym właścicielem. Od 1893 księgarnia, ciesząca się w Łodzi dużą popularnością, prowadziła również działalność biblioteczną; "Czytelnia Polska" Schätkego udostępniała książki w języku polskim, francuskim, niemieckim i rosyjskim.
Od lat 90. XIX wieku Robert Schätke, obok m.in. Samuela Rosenblatta, Henryka Salwego, Wiktora Abkina, Chaima Janowskiego, Mojżesza Grawego, należał do czołowych łódzkich działaczy szachowych. Był stałym bywalcem kawiarni szachowych, szczególnie popularnego lokalu Roszkowskiego przy ulicy Piotrkowskiej. W 1898 zgłosił propozycję rozegrania meczu między reprezentacjami Łodzi i Warszawy (sam miał być kapitanem ekipy łódzkiej), który jednak nie doszedł do skutku. W 1903 był wśród kilkunastoosobowej grupy inicjatywnej Łódzkiego Towarzystwa Zwolenników Gry Szachowej i wszedł do jego pierwszego zarządu, gdzie pełnił obowiązki bibliotekarza. Przyczynił się do utworzenia kącika szachowego w "Neue Lodzer Zeitung".
Schätke był bardziej działaczem i sympatykiem szachów niż zawodnikiem, w turniejach Łódzkiego Towarzystwa Zwolenników Gry Szachowej uczestniczył rzadko. Grywał w kawiarniach i cukierniach partie towarzyskie, ogłosił też kilka zadań z zakresu problemistyki na łamach "Neue Lodzer Zeitung".